# Salix sikkimensis
Salix sikkimensis är en videväxtart som beskrevs av Nils Johan Andersson. Salix sikkimensis ingår i släktet viden, och familjen videväxter. Inga underarter finns listade i Catalogue of Life.